# حسين محمود
حسين محمود حسين حمودة (1956 - ) هو كاتب وناقد أدبي وصحفي ومترجم وأستاذ جامعي مصري.

## حياته
وُلد حسين محمود بمحافظة القاهرة عام 1956، وتخرج في قسم اللغة الإيطالية وآدابها بكلية الألسن في جامعة حلوان عام 1979، ثم حصل على دبلوم الترجمة الفورية والتحريرية الذي يعادل درجة الماجستير في اللغة الإيطالية من نفس الكلية عام 1987، ثم حصل منها على درجة الدكتوراه في الأدب الإيطالي عام 1997، وحملت الأطروحة التي نال عنها درجة الدكتوراه عنوان «ألف ليلة وليلة والديكاميرون.. دراسة مقارنة مع ترجمة لعشر قصص من الديكاميرون» وهي دراسة مقارنة بين كتاب الديكاميرون وكتاب ألف ليلة وليلة لرصد نقاط الالتقاء والاختلاف ما بين الثقافتين الإيطالية والعربية منذ القرن الخامس عشر الميلادي، ويعمل حاليًا أستاذاً للأدب الإيطالي بجامعة مصر للعلوم والتكنولوجيا، وعميداً لكلية اللغات والترجمة بجامعة بدر بالقاهرة.

## مسيرته المهنية

### العمل الصحفي
عمل حسين محمود بعد تخرجه من الجامعة بمجال الصحافة بدءاً من عام 1979 كمحرر، ثم كناقد أدبي بعدد من الصحف والمجلات المحلية والدولية كان من بينها مجلة أكتوبر، وجريدة الوفد، وجريدة الأهرام اليومي، ومجلة الدوحة، وجريدة أخبار الأدب، والمجلة الرياضية السعودية، وجريدة عالم الرياضة السعودية، ومجلة إقرأ، وجريدة أخبار السيارات، ومجلة إبداع، فعمل كمحرر صحفي بمجلة أكتوبر المصرية في الفترة ما بين عامي 1979 و1997، ثم كمحرر بصحيفة الندوة السعودية اليومية في الفترة ما بين عامي 1987 و1992، ثم كمحرر بمجلة السيارات السعودية السعودية في الفترة ما بين عامي 1992 و1997، وشارك في تأسيس مجلة الأهرام العربي مع الكاتب الصحفي أسامة سرايا.

### العمل الأكاديمي
عمل الدكتور حسين محمود في المجال الأكاديمي، وشغل عدة مناصب أكاديمية فكان أستاذاً ورئيساً لقسم اللغة الإيطالية بجامعة حلوان، ثم وكيلاً لكلية اللغات والترجمة بجامعة مصر للعلوم والتكنولوجيا، ثم أستاذاً للترجمة الصحفية بأكاديمية أخبار اليوم في الفترة ما بين عامي2000 و2005، وأستاذاً منتدباً لتدريس اللغة الإيطالية بكلية السياحة والفنادق في جامعة 6 أكتوبر في الفترة ما بين عامي 2003 و2008، كما عمل أستاذاً للأدب الإيطالي بجامعة مصر للعلوم والتكنولوجيا، ومستشارًا لغوياً بدار الكتب والوثائق القومية بالقاهرة، وعضواً بهيئة تحرير بيبليوجرافيا الأدب الإيطالي العالمية التي تصدرها دار نشر ساليرنو في روما، إلى جانب عمله كمترجم حر، ويشغل حالياً منصب عميد كلية اللغات والترجمة بجامعة بدر بالقاهرة.

## أعماله ومؤلفاته
كتب مؤلفة
|    | النوع        | العنوان                     | المؤلف     | العنوان بالإيطالية     | بالمشاركة مع | دار النشر            | سنة النشر |
| 1. | أدب          | محفوظ،ـ أدبه في إيطاليا     | حسين محمود |                        |              | الهيئة العامة للكتاب | 2012      |
| 2. | دراسة ثقافية |                             | حسين محمود | La poesia nelle piazze |              | Ensemble             | 2014      |
| 3. | أدب          | محفوظ في إيطاليا – صاحب فضل | حسين محمود |                        |              | شرقيات               | 2014      |

كتب مترجمة
|     | النوع       | العنوان                                                                                            | المؤلف                     | العنوان بالإيطالية                                               | بالمشاركة مع                                                                                 | دار النشر                                               | سنة النشر |
| 4.  | مسرح        | السيدة لا تصلح إلا للرمي                                                                           | Dario Fo                   | La Signora è da buttare                                          |                                                                                              | المشروع القومي للترجمة                                  | 1998      |
| 5.  | قصص قصيرة   | أوتار مشدودة                                                                                       | AA.VV                      |                                                                  | أحمد المغربي/ فوزي عيسى                                                                      | شرقيات                                                  | 2005      |
| 6.  | قصص قصيرة   | خرز ملون                                                                                           | AA.VV                      |                                                                  | أحمد المغربي فوزي عيسى                                                                       | شرقيات                                                  | 2005      |
| 7.  | قصص قصيرة   | أبواب الهوى : قصص قصيرة لكبار الكتاب الإيطاليين. الجزء الأول (مختارات من الأدب الإيطالي المعاصر )) |                            |                                                                  | أحمد المغربي/ لمياء سنيل/ أماني يوسف / إبراهيم عبد العزيز/ فوزي عيسى / مروة فوزي /ولاء عفيفي | شىرقيات                                                 | 2006      |
| 8.  | أدب مقارن   | الأدب الأوروبي من منظور الآخر                                                                      | Franca Sinopoli            | La letteratura europea vista dagli altri                         | مجدي يوسف / فوزي عيسى / سيد الشيخ                                                            | المركز القومي للترجمة                                   | 2007      |
| 9.  | أدب مقارن   | تاريخ مختلف                                                                                        | Armando Gnisci             | Storia diversa                                                   |                                                                                              | المركز القومي للترجمة                                   | 2007      |
| 10. | تاريخ       | إيطاليو مصر خلال الحرب العالمية الثانية                                                            | Franco Greco               | Italiani d’Egitto                                                | أمير سلامة                                                                                   | مركز الدراسات- الجمعية الاهلية لإيطالي مصر – الإسكندرية | 2009      |
| 11. | رواية       | رسائل عن الطموح                                                                                    | Marco Alloni               | Lettere sull’ambizione                                           |                                                                                              | بعد البحر                                               | 2009      |
| 12. | قصص قصيرة   | الدمعة الأخيرة                                                                                     | Stefano Benni              | L’ultima lacrima                                                 |                                                                                              | المركز القومي للترجمة                                   | 2010      |
| 13. | تاريخ العلم | إيطاليا وطن العلماء                                                                                | Waldimaro Fiorentino       | L’Italia, patria della scienza                                   | سلامة عبد المنعم / شيرين النوساني / فوزي عيسى / لمياء الشريف / وفاء عبد الرؤوف               | الشروق الدولية                                          | 2010      |
| 14. | أديان       | الإسلام – ذلك المجهول من الغرب                                                                     | Rita Di Meglio             | Islàm. Uno sconosciuto in Occidente.                             |                                                                                              | رابطة العالم الإسلامي                                   | 2010      |
| 15. | أديان       | يسوع الناصري -الجزء الأول                                                                          | Jozeph Razinger            | Jesus of Nazareth                                                | شاهيناز حسين / عبد العزيز شادي/ أحمد الترزي                                                  | الشروق الدولية                                          | 2010      |
| 16. | أديان       | يسوع الناصري                                                                                       | Jozeph Razinger            | Jesus of Nazareth                                                | شاهيناز حسين / عبد العزيز شادي/ أحمد الترزي/ هشام مرزوق                                      | الشروق الدولية                                          | 2010      |
| 17. | رواية       | أطراف حديث في صقلية                                                                                | Elio Vittorini             | Conversazione in Sicilia                                         |                                                                                              | المركز القومي للترجمة                                   | 2012      |
| 18. | سياسة       | أسرار ودموع وزعتر                                                                                  | Gianluca Solera            | Muri, lacrime e za’tar – Storie di vita e voci dalla Palestina   | عامر الألفي/ فوزي عيسى/ سلامة عبد المنعم/ ووفاء عبد الرؤوف                                   | مؤسّسة الانتشار العربي                                   | 2012      |
| 19. | شعر         | الشعر الإيطالي المعاصر                                                                             | V V.V V                    |                                                                  | حسن فرغل / نجلاء والي                                                                        | مجلة إبداع كتاب إبداع                                   | 2013      |
| 20. | رواية       | سيدة ميناء بيم                                                                                     | Antionio Tabucchi          | Donna di Porto Pim                                               |                                                                                              | الهيئة العامة للكتاب                                    | 2014      |
| 21. | رواية       | المقهى المجري                                                                                      | Dante Marianacci           | Caffé Hungaria                                                   | نجلاء والي                                                                                   | المركز القومي للترجمة                                   | 2016      |
| 22. | قصص قصيرة   | السعادة                                                                                            | AA.VV                      |                                                                  | شيرين النوساني                                                                               | أوزيريس                                                 | 2017      |
| 23. | تاريخ       | البندقية بوابة الشرق                                                                               | Maria Pia Pedani           | Venezia porta d'Oriente                                          |                                                                                              | كلمة                                                    | 2017      |
| 24. | أدب عربي    | الأدب العربي المعاصر منذ النهضة حتى اليوم                                                          | Isabella Camera D’Afflitto | La storia della letteratura araba dalla                          | لمياء الشريف                                                                                 | المركز القومي للترجمة                                   | 2018      |
| 25. | شعر         | الفتاة كارلا                                                                                       | Elio Pagliarani            | La ragazza Carla                                                 |                                                                                              | المركز القومي للترجمة                                   | 2018      |
| 26. | أديان       | الجمال الأعزل                                                                                      | Julian Carron              | La bellezza disarmata                                            |                                                                                              | مكتبة الإسكندرية                                        | 2018      |
| 27. | أدب مقارن   | حكايات جحا الصقلي                                                                                  | Francesca Maria Corrao     | Le storie di Giufà                                               | لمياء الشريف                                                                                 | المركز القومي للترجمة                                   | 2019      |
| 28. | مسرح        | البؤس والنبل                                                                                       | Scarpetta                  | Miseria e nobiltà                                                |                                                                                              | المركز القومي للترجمة                                   | 2019      |
| 29. | شعر         | حياة جديدة                                                                                         | Dante Alighieri            | Vita nuova                                                       |                                                                                              | دار المعارف                                             | 2021      |
| 30. | أدب مقارن   | الغرب في الثقافة العربية                                                                           | Maria Avino                | L’Occidente nella cultura araba                                  | لمياء الشريف                                                                                 | المركز القومي للترجمة                                   | 2022      |
| 31. | شعر         | الفضاءات المشرعة                                                                                   | Claudio Pozzani            | Spazi spalancati                                                 |                                                                                              | الهيئة العامة للكتاب                                    | 2022      |
| 32. | قانون       | القوانين والحضارات: القانون الدولي – تاريخه وفلسفته                                                | Gustavo Gozzi              | Diritti e civiltà. Storia e filosofia del diritto internazionale |                                                                                              | كلمة                                                    | 2023      |
| 33. | سياسة       | الحداثة والشمولية في الفاشية الإيطالية                                                             | Emilio Gentile             | Modernità totalitaria Il fascismo italiano                       | نجلاء والي                                                                                   | المركز القومي للترجمة                                   | 2024      |

مراجعة وتحرير ترجمات
| 34.   | تاريخ | دولة محمد علي في الوثائق الإيطالية غير المنشورة             | Angelo Sammarco | | ترجمة ولاء عفيفي – هيثم كمال – هدى عبد العاطي  | دار الكتب والوثائق القومية                          | 1998 |
| 35.   | رواية | سماوات الغربة                                               | Katia Sabet     | Le tuberose                                                                                                 | ترجمة سمير مرقص                                | المؤلفة                                             | 1998 |
| 36.   | رواية | شوق وحرمان                                                  | Katia Sabet     | | ترجمة سمير مرقص                                | المؤلفة                                             | 1998 |
| 37. ر | رواية | الغروب                                                      | Katia Sabet     | Il sicomoro                                                                                                 | ترجمة سمير مرقص                                | المؤلفة                                             | 1999 |
| 38.   | تاريخ | وثائق البحرية المصرية في عهد محمد علي : المساهمة الإيطالية. | Angelo Sammarco | | ترجمة: ولاء عفيفي، هدى عبد المنعم – هيثم كمالل | المركز القومي للترجمة – دار الكتب والوثائق القوميةة | 2005 |
| 39.   | تاريخ | مصر في عصر الفوضى                                           | Angelo Sammarco | | ترجمة ولاء عفيفي – هيثم كمال – هدى عبد العاطي  | دار الكتب والوثائق المصرية                          | 2007 |
| 40.   | رواية | بندول فوكو                                                  | Umberto Eco     | Il pendolo di Foucault                                                                                      | ترجمة اماني فوزي حبشي                          | المركز القومي للترجممة                              | 2011 |
| 41.   | تاريخ | قناة السويس – تاريخها ومشكلاتها                             | Angelo Sammarco | Suez. Storia e problemi. Secondo documenti inediti egiziani ed europei Forniture assortite – 1 gennaio 1943 | ترجمة ولاء عفيفي – هيثم كمال – هدى عبد العاطي  | دار الكتب والوثائق المصرية                          | 2015 |
| 42.   | سياسة | خطابات ضد الحرب                                             | Tiziano Terzani | Lettere contro la Guerra                                                                                    | ترجمة أماني فوزي حبشي                          | المركز القومي للترجمة                               | 2016 |
| 43.   | تاريخ | الكيلومتر الذهبي                                            | Daniel Fishman  | Il chilometro d'oro                                                                                         | ترجمة أماني فوزي حبشي                          | المركز القومي للترجمة                               | 2018 |
| 44.   | رواية | رسائل جاكوبو اورتيس الأخيرة                                 | Ugo Foscolo     | Le ultime lettere di Jacopo Ortis                                                                           | ترجمة شيماء                                    | قصور الثقافة                                        | 2021 |

### الدراسات والأبحاث
- صورة محمد في وسائل الإعلام الإيطالية: دراسة استطلاعية في الصحافة ووسائل الإعلام الإيطالية.

## الجوائز والتكريمات
حظي حسين محمود بتكريم العديد من الجهات المحلية والعربية، وحصل على عدة جوائزة أدبية من أهمها:
- جائزة فلايانو العالمية في الثقافة الإيطالية عن كتابه «محفوظ في إيطاليا.. صاحب فضل»، وهي الجائزة التي تحمل اسم الأديب الإيطالي إينيو فلايانو (1910 - 1972) صاحب رواية «وقت للقتل»، والتي سبق أن فاز بها من مصر كل من الفنان عادل السيوي، والكاتب علاء الأسواني.[4]
- جائزة البحوث العلمية في مجال العلوم الاجتماعية من جامعة حلوان عن العام الجامعي 2007/2008.
- جائزة الشاعر الإيطالي اليو بالياراني في عام 2016 عن ترجمته لديوان «الفتاة كارلا» إلى العربية.[5]